# 罗纳德·科曼
罗纳德·科曼（荷蘭語：Ronald Koeman，1963年3月21日—）是一位荷兰足球运动员及主教练。球员时代司职后卫。

## 生涯

### 球員
朗奴·高文早在1980年已在荷蘭小球會格羅寧根展開足球生涯，曾效力多家頂級球會，包括國內的阿積士、PSV燕豪芬。1988年他隨國家隊出戰歐洲國家杯，結果當屆他獲得了歐洲國家杯冠軍。
1989年他轉投西班牙班霸巴塞羅那，他加盟的第二个球季创造神话，在那一季他获12个十二码，12次命中，和在他踢進決賽的一記關鍵自由球的情況下，於1992年贏得歐洲冠軍聯賽，乃巴塞隆納第一個歐冠冠軍。
1990年世界盃在意大利舉行，歐洲國家盃盟主荷蘭與德國於十六強再次碰頭，最後荷蘭1比2不敵德國而被淘汰出局。
1994年他宣佈離開國家隊後，他重返荷蘭效力飛燕諾，至1997年宣佈退役。
科曼以他的远距离传球、精准的射门和远距离的力量而闻名，尤其是在任意球上；是世界足坛得分手最多的后卫，也是巴塞罗那的得分手最多的后卫。作为一个多面手定位球专家，科曼被称为任意球之王。

### 教練
退役後朗奴·高文先在國家隊擔任助教，帶領國家隊出戰1998年世界杯，其後再轉到巴塞羅那擔任助教。2000年他正式成為主教練，而第一家執教球會是為維迪斯。
在教練生涯中朗奴·高文曾執教過的球會，包括有國內球會阿積士和PSV燕豪芬，葡萄牙球會賓菲加與西班牙球會華倫西亞。其中他贏過三屆荷甲聯賽冠軍。
2007年末朗奴·高文突然加盟華倫西亞，時值西甲第9輪賽事，華倫西亞聯賽排第四，還在歐冠盃當中。朗奴·高文一上台就棄用球會三名老臣子──簡尼沙利斯、艾比達、安古路。這在內部引來很大反響，士氣之低沉反映在成績之上：當西甲到了第33輪比賽以1-5大敗予畢爾包時，華倫西亞竟跌至聯賽榜第15位，距離降級區只有2分之遙。因而朗奴·高文亦於2008年4月21日遭到解僱。
2014年6月16日，朗奴·高文加盟英超球會南安普顿擔任領隊，合約為期三年，其哥哥艾榮·高文為副領隊。
2020年8月19日，朗奴·高文回歸球隊接替施迪安成為巴塞羅拿主教練。
。2021年4月17日，巴塞羅拿憑美斯梅開二度，於西班牙國王盃決賽以4:0大勝畢爾包，這是朗奴·高文出任主帥以來的第一個冠軍。
巴塞隆拿於2021年10月27日不敵華歷簡奴後，在西甲戰績已經掉到第九名。在歐冠門票岌岌可危的狀況下，球隊宣佈免去高文的教練職務，結束其14個月的領軍生涯。
2022年4月3日，荷蘭國家隊總教練范加爾在接受電視訪問時公開自己罹癌的事情，並宣布他將會在年底的世界盃結束後再次退休。4月6日，荷蘭足總宣布科曼將會在范加爾退休後重新執掌荷蘭國家隊。

## 特色
科曼是一位重砲手，曾經多次轟出強勁準確的十二碼和自由球，他是目前西甲歷史上進球第二多的後衛，以及巴塞隆納隊史上十二碼及直接自由球進球第二多的選手（兩項數據皆次於美斯），而且不像一般的後衛多是靠體格卡位在空戰中頭球得分，他絕大部分的得分是用腳踢進的。作為一個後衛，比起純粹的防守型苦工，他在場上的功能更接近清道夫或者正中場，時常會帶球衝入敵陣中製造得分機會。

## 榮譽

### 球員時期
- 歐洲國家杯冠軍：1988年（荷蘭國家隊）
- 2 x 歐洲聯賽冠軍盃：1987-88年（PSV燕豪芬）、1991-92年（巴塞羅那）
- 1 x 歐洲超霸盃: 1992年（巴塞羅那）
- 4 x 荷蘭甲級聯賽冠軍：1984-85年（阿積士）、1986-87年、1987-88年、1988-89年（PSV燕豪芬）
- 3 x 荷蘭杯冠軍：1985-86年（阿積士）、1987-88年 1988-89年（PSV燕豪芬）
- 4 x 西班牙甲組聯賽冠軍：1990-91年、1991-92年、1992-93年、1993-94年（巴塞羅那）
- 1 x 西班牙國王盃冠軍：1989-90年（巴塞羅那）

### 教練時期
- 世界盃殿軍：1998年（荷蘭國家隊）助理領隊
- 3 x 荷蘭甲級聯賽冠軍：2001-02年、2003-04年（阿積士）2006-2007年（PSV埃因霍温）
- 1 x 荷蘭杯冠軍：2001-02年（阿積士）
- 1 x 告魯夫盾冠軍：2002-03年（阿積士）
- 1 x 葡萄牙超級盃冠军：2005-06年（賓菲加）
- 2 x 西班牙國王盃冠军：2007-08年（華倫西亞）、2020-21年（巴塞罗那）

## 外部連結
- 罗纳德·科曼 – FIFA國際賽競賽紀錄 (存檔)
- 罗纳德·科曼 檔案及數據 Wereld van Oranje （荷兰文）
- Ronald Koeman detailed career profile